# Saitō no Musashibō Benkei
Saitō no Musashibō Benkei (西塔武蔵坊弁庆, , 1155 - 1189), popularmente chamado Benkei (弁庆) , foi um Sohei (monge guerreiro), que serviu sob o comando do samurai Minamoto no Yoshitsune. É geralmente apresentado como um homem de grande estatura, muito forte e leal, e é um dos personagens favoritos do folclore japonês. Sua vida foi embelezada e distorcida nas apresentações de Kabuki e Noh, o que torna difícil discernir entre a verdade e a lenda.

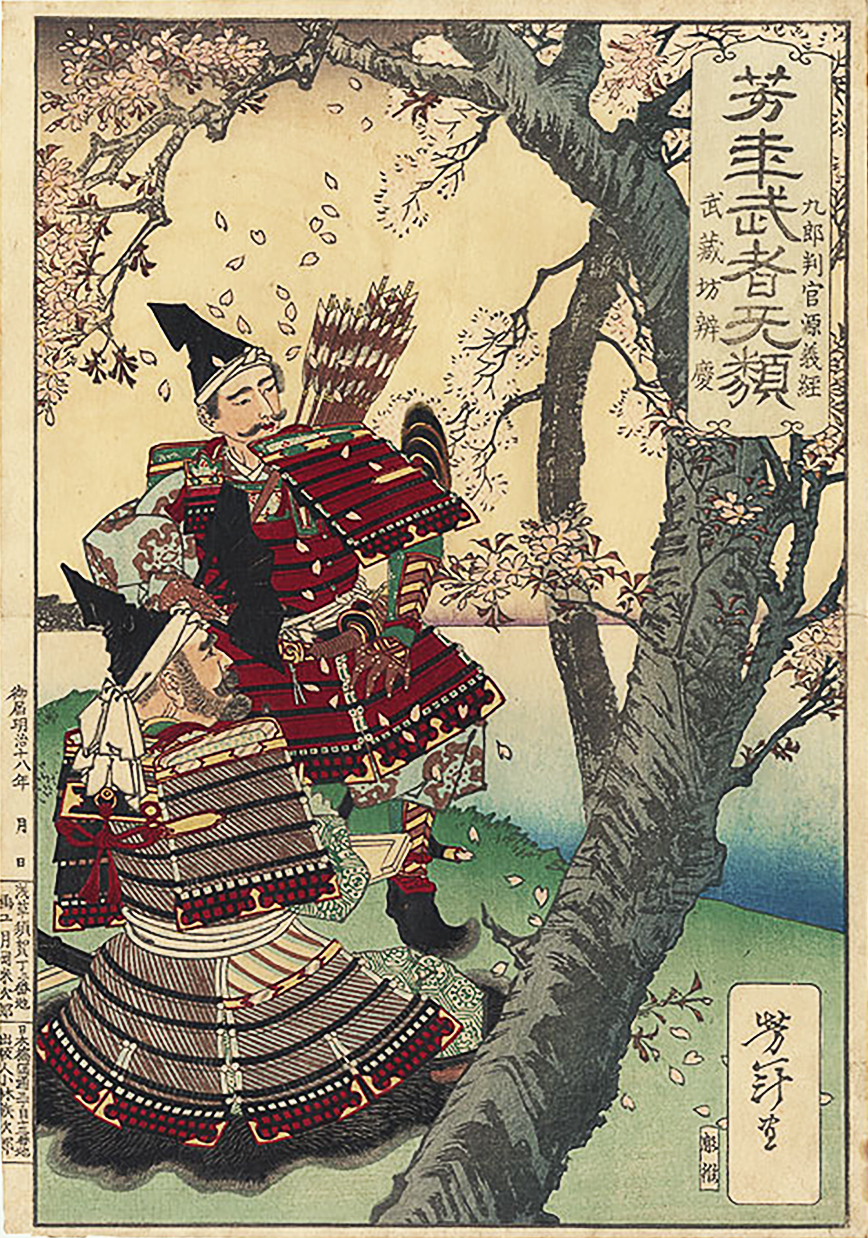
Benkei e Yoshitsune

Há várias histórias sobre o nascimento de Benkei. Uma deles diz que seu pai era o chefe de um templo que havia estuprado sua mãe, que era filha de um ferreiro. Outra história diz que era o filho de um deus que presenteou-o com os atributos de um demônio, o filho de um monstro com cabelo selvagem e dentes longos. Em sua juventude, passou a ser chamado de Oniwaka (鬼若, filho do Oni/Ogro).
Em uma idade precoce, se juntou ao claustro e viajou muito entre os mosteiros do Japão. Durante este período, os mosteiros budistas foram importantes centros de administração e cultura, e centros militares. Como muitos outros monges provavelmente Benkei foi treinado no uso da naginata. Aos 17 anos de idade, media mais de dois metros de altura. Neste momento, deixou o mosteiro budista e se juntou ao Yamabushi, uma seita de monges montanheses que usavam capuzes negros. Algumas gravuras japonesas mostram Benkei vestindo este capuz.
A história diz que Benkei ficava na ponte Gojo em Kyoto, onde desafiava para um duelo cada guerreiro que passava confiscando a espada de seus oponentes derrotados, vindo a recolher um total de cerca de 999 espadas. Em seu milésimo duelo, Benkei foi derrotado por Minamoto no Yoshitsune, filho do senhor da guerra Minamoto no Yoshitomo. Assim, ele se tornou um guerreiro de Yoshitsune e lutou ao seu lado nas Guerras Genpei contra o Clã Taira.  A Yoshitsune foi creditado os maiores sucessos do Clã Minamoto contra o Clã Taira, especialmente o da batalha naval de Dan no Ura que deu fim a guerra. Mas depois de sua última vitória, seu irmão mais velho Minamoto no Yoritomo, virou-se contra ele.
Durante os dois anos de luta que se seguiu, Benkei acompanhou Yoshitsune como fugitivos da lei. Finalmente, eles foram cercados no Castelo Koromogawa no Tate (Batalha de Koromogawa, 15 de junho de 1189). Enquanto Yoshitsune se dirigia para o interior do castelo para realizar o ritual de suicídio ( seppuku ), Benkei lutou na ponte do portão principal para proteger Yoshitsune. A história diz que os soldados estavam com medo de atravessar a ponte e terem de enfrenta-lo, e rapidamente terminar morto pelo grande guerreiro, eles então decidiram abatê-lo a flechadas. Algum tempo após a conclusão da batalha, os soldados perceberam que o corpo de Benkei, irreconhecível por causa do grande número de flechas preso em seu corpo, ainda estava em pé. Esse fato ficou conhecido como Morte em pé de Benkei (弁慶の立往生, Benkei no Tachi Ōjō).
A lealdade e honra de Benkei tornou-se particularmente atraente para o folclore japonês. Uma obra de kabuki coloca Benkei enfrentando um dilema moral, tendo que escolher entre mentir e proteger seu senhor, para atravessar uma ponte. O clímax da peça, é quando o monge percebe sua situação e promete fazer o seu dever. Em outra peça, Benkei vai tão longe a ponto de matar seu próprio filho para salvar a filha do senhor. No kabuki Kanjincho, que foi filmado por Akira Kurosawa com o título de Os Homens que Pisaram na Cauda do Tigre, nele Benkei bate em seu próprio mestre disfarçado de carregador, a fim de evitar que fossem presos.